# Acanthodelta medioalbida
Acanthodelta medioalbida är en fjärilsart som beskrevs av Embrik Strand 1914. Acanthodelta medioalbida ingår i släktet Acanthodelta och familjen nattflyn. Inga underarter finns listade i Catalogue of Life.